# Yasmine Alves
Yasmine Alves is een Vlaamse zangeres en voormalig acro-gymnaste uit het Antwerpse Brecht. Ze is de dochter van zanger Sven Alves.

## Levensloop
De 10-jarige Yasmine Alves trad in 2011 al op in het VTM-programma My name is. Ze bracht er een imitatie van Belle Perez. Yasmine liep school op het GIB te Brasschaat en Sint-Eduardus te Merksem. Sedert 2008 was ze actief als acro-gymaste via Klimop RT Merksem en daarbij trad ze aan in meerdere kampioenschappen.
In 2019 schreef haar vader haar als verrassing in voor het programma Rising Star op MNM radio. Ze werd geselecteerd op basis van een filmpje waarin ze een nummer van Miley Cyrus zong. Daardoor mocht ze als één van de finalisten, naast Chapter Two en Enchanté, het nummer Rhythm Inside en de Adele cover Hello op de radio brengen.
In 2022 verscheen ze op televisie in een aflevering van I Can See Your Voice als de acrobate. Ze won deze aflevering en zong samen met Natalia het nummer Risin'.
In het in 2024 uitgezonden negende seizoen van The Voice van Vlaanderen koos Yasmine voor zangcoach Natalia. Ze won in de Battles tegen Lola van team Mathieu Terryn. Na verlies in de Cross Battles tegen Peter en zijn piano uit team Koen, werd ze gered door Laura Tesoro voor de The Voice Comeback Stage. Hierna stopte het voor haar gezien ze niet door Laura werd geselecteerd voor de liveshows.
Ze is afgestuurd in de orthopedagogiek en werkt deeltijds als begeleidster.

## Media

### Discografie
- 2022 Wrong but yet so good, in coproductie met Timo Descamps en Jérémie Vrielynck.
- 2023 Ride
- 2023 Like a Fool
- 2024 Storyteller

### Radio
- 2019 Rising Star op MNM radio.

### Televisie
- 2011 - My Name Is, als 10-jarige imitator van Belle Perez.
- 2022 - I Can See Your Voice, winnares van de aflevering met Natalia Druyts.
- 2024 - The Voice van Vlaanderen, deelneemster.